# Bahnhof Berlin Alexanderplatz
Bahnhof Alexanderplatz vid Alexanderplatz är en av de viktigaste knutpunkterna för regionaltåg, pendeltåg och tunnelbana i östra Berlin. Utanför stationen finns även flera spårvägslinjer.

## Järnvägsstationen
Järnvägsstationen, Bahnhof Alexanderplatz, byggdes 1881–1882 i samband med byggandet av Berlins stadsbana. Stationens byggdes om 1925–1926. Den gamla hallen hade förfallit som en följd av första världskrigets umbäranden. 1928 börjades stationen trafikeras av S-Bahn. Stationen förstördes svårt av bombflyg 1943. 1945–1951 reparerades stationen. 1962–1964 följde en ny ombyggnation av stationen för att passa in den i Östberlins stadsbild. Efter 1990 kom stationen att få sin nuvarande utformning 1995–1998. 

## Tunnelbanestationen
Tunnelbanestationen Alexanderplatz är en av Berlins tunnelbanas största stationer. Här passerar linjerna U2, U5 och U8. Stationen är konstruerad som ett H där U2 är i den östliga armen, U8 i den västliga och U5 i den djupare belägna tvärdelen. U2 och U8 binds samman genom en övergång över U5:s perrong.
U2:s perrong byggdes 1910–1913 efter Alfred Grenanders ritningar och öppnades 1 juli 1913. 1930 öppnades sträckningen där dagens U8 går. Den går tillbaka på den nord-sydliga bansträckning som påbörjats av AEG. 1926–1927 påbörjades byggandet av en ny sträcka österut där dagens U5 går längs med Karl-Marx-Allee. Denna sträcka börjades trafikeras 1930. Under Berlins delning genom Berlinmuren kom att perrongen för U8 att skiljas från resten av stationen och ingångarna murades igen. Detta på grund av att tåg från Västberlin som körde genom Östberlin åkte igenom utan att stanna.

## Spårvagnshållplats
Spårvagnshållplats Alexanderplatz ligger precis utanför Alexanderplatz station och trafikeras av Berlins spårvagnar med flera olika linjer. Detta är en knutpunkt för spårvägstrafiken. På ena sidan ligger spårvagnshållplats Alexanderplatz Gontardstrasse som trafikeras av M4, M5 och M6 och på andra sidan ligger hållplats Alexanderplatz Dircksenstrasse som trafikeras av linje M2.

## Galleri

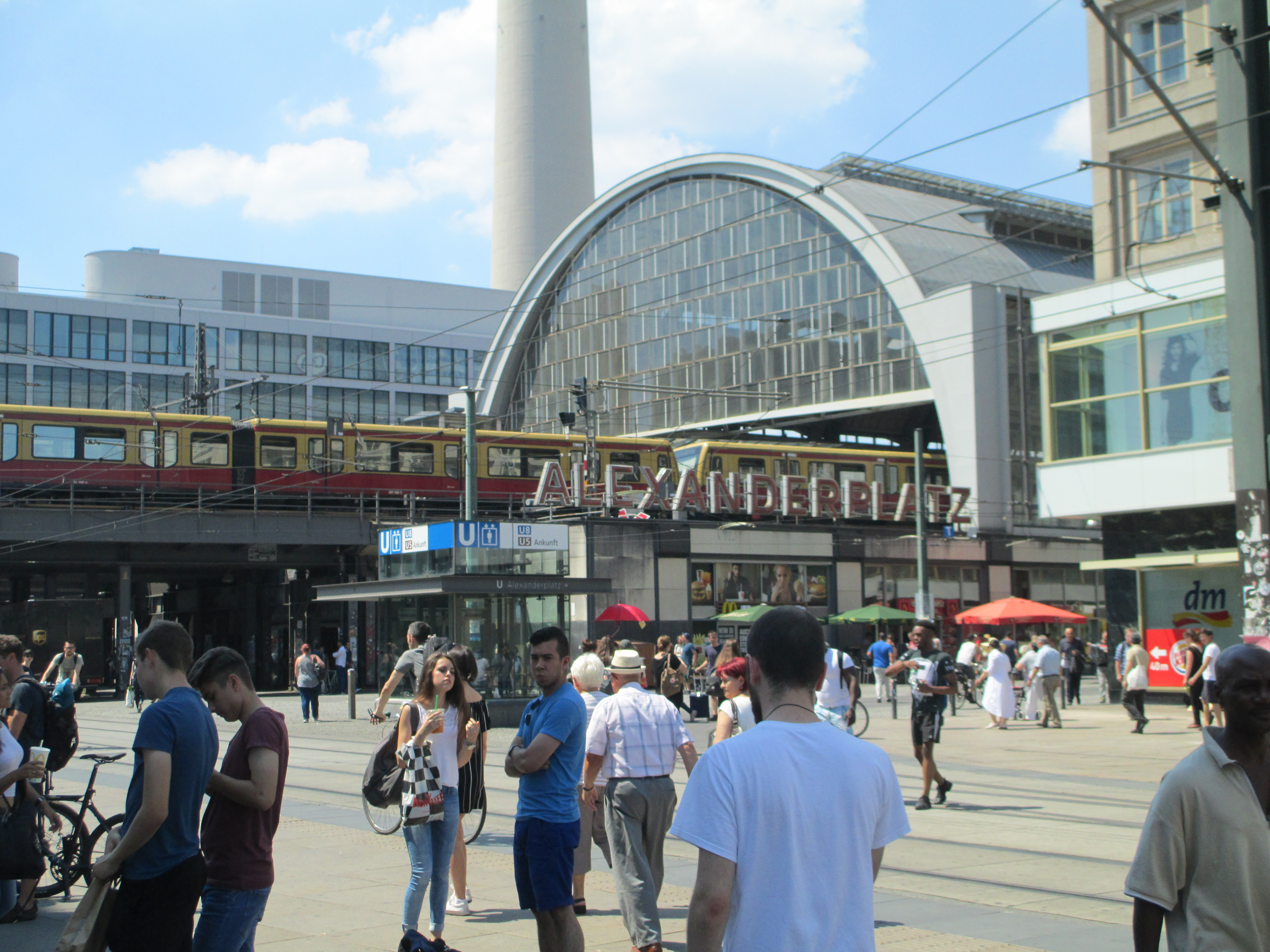
Alexanderplatz station
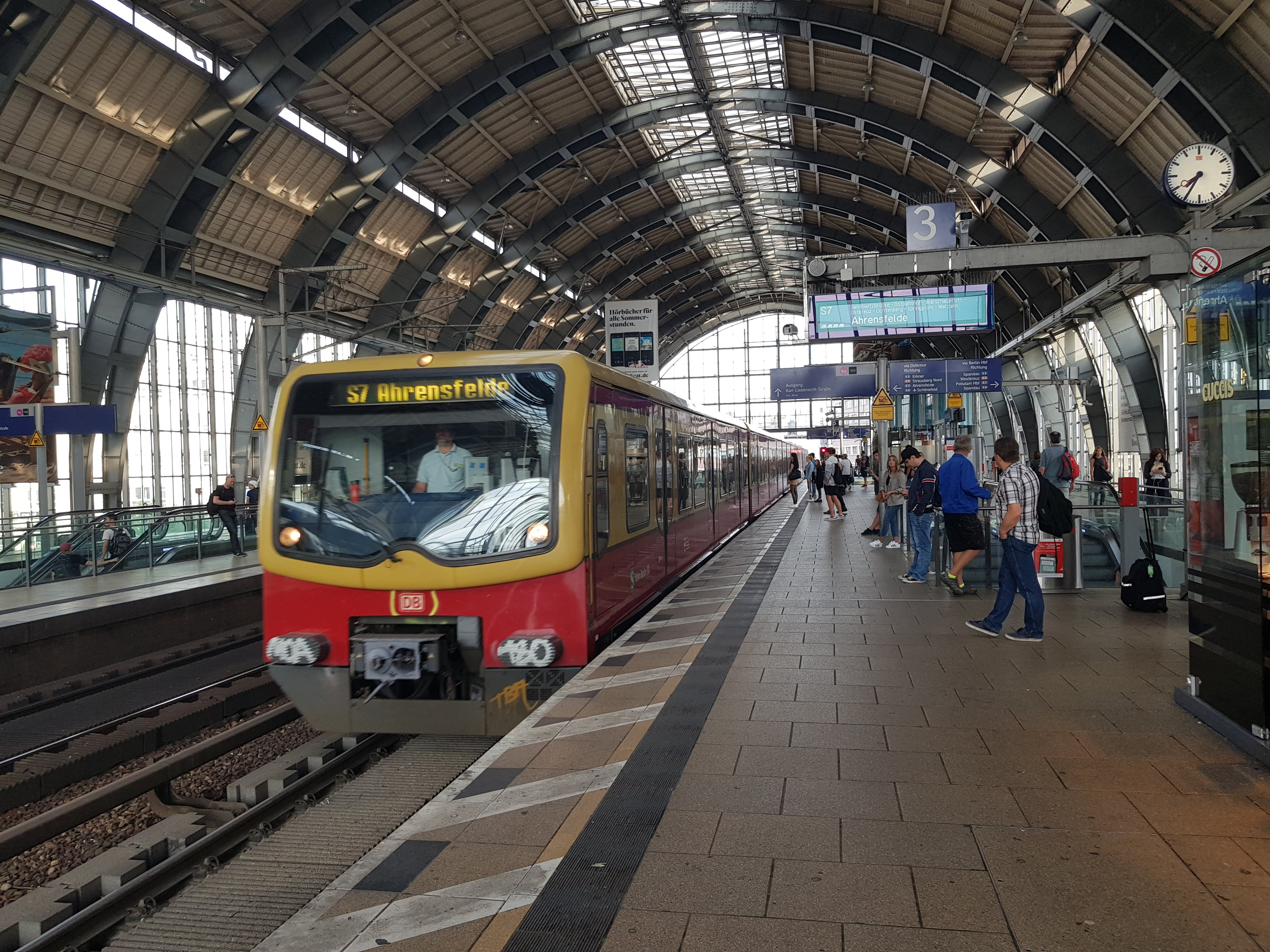
S-Bahn
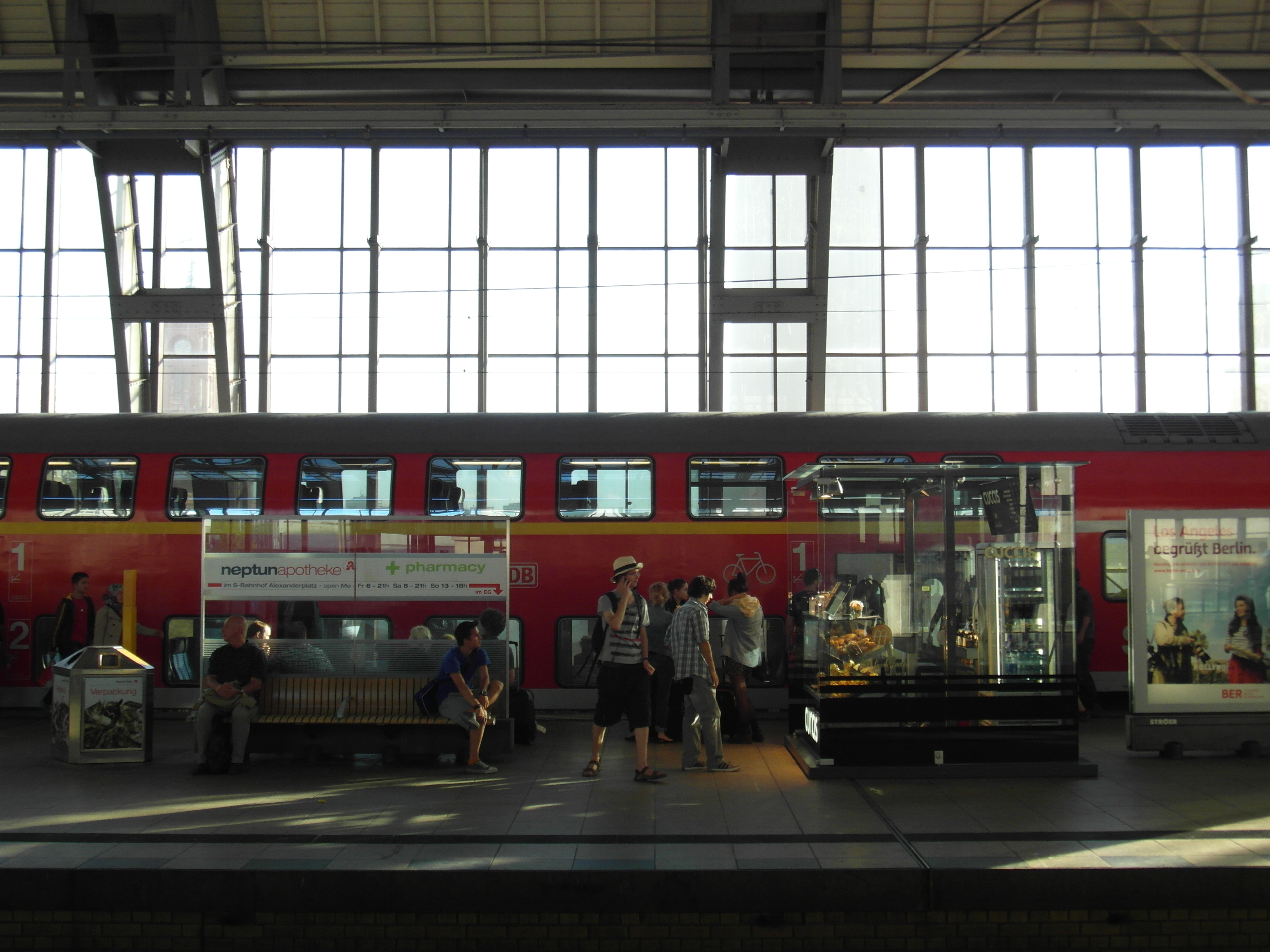
Regionaltåg
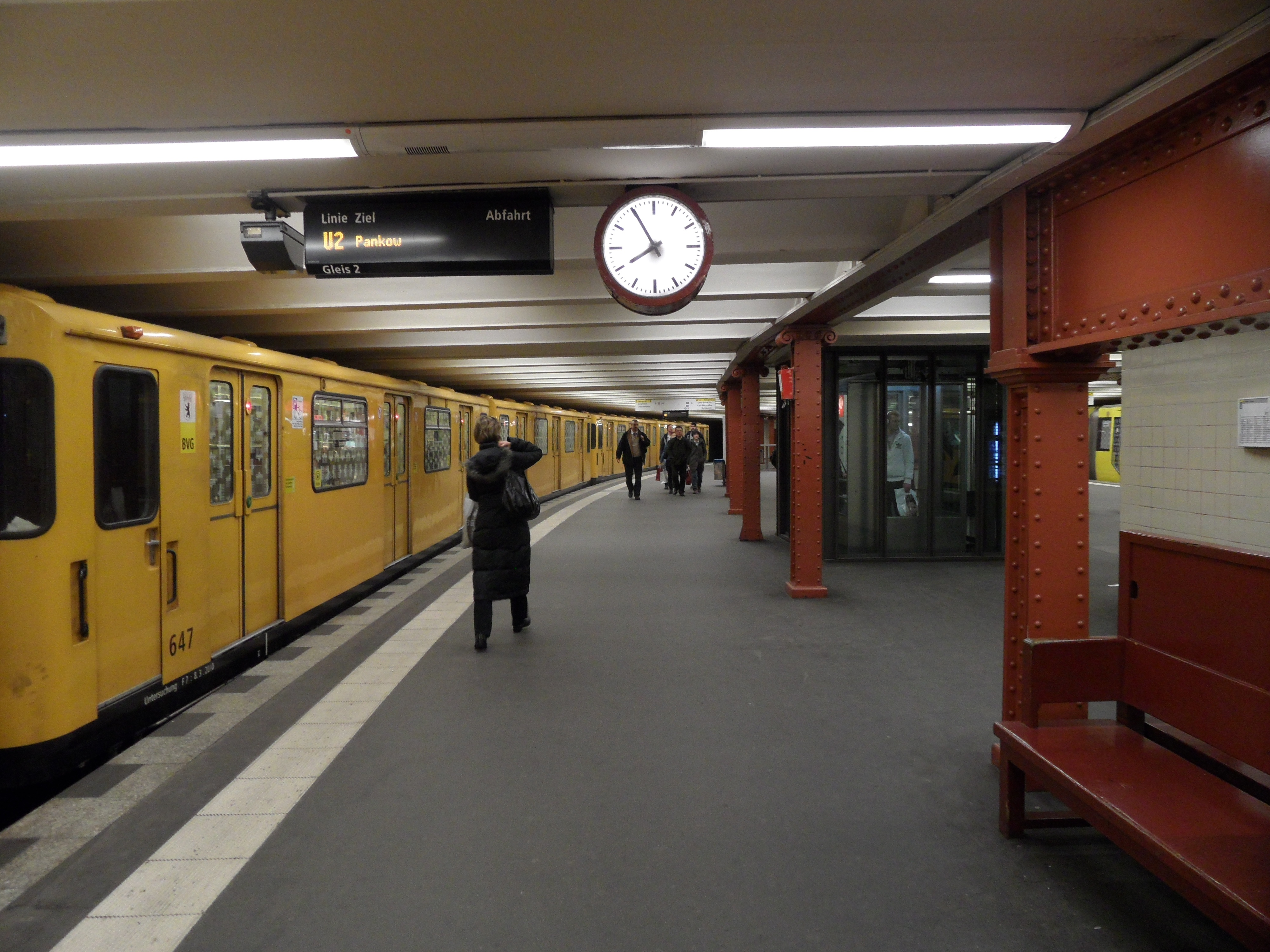
Tunnelbana U2:s perrong
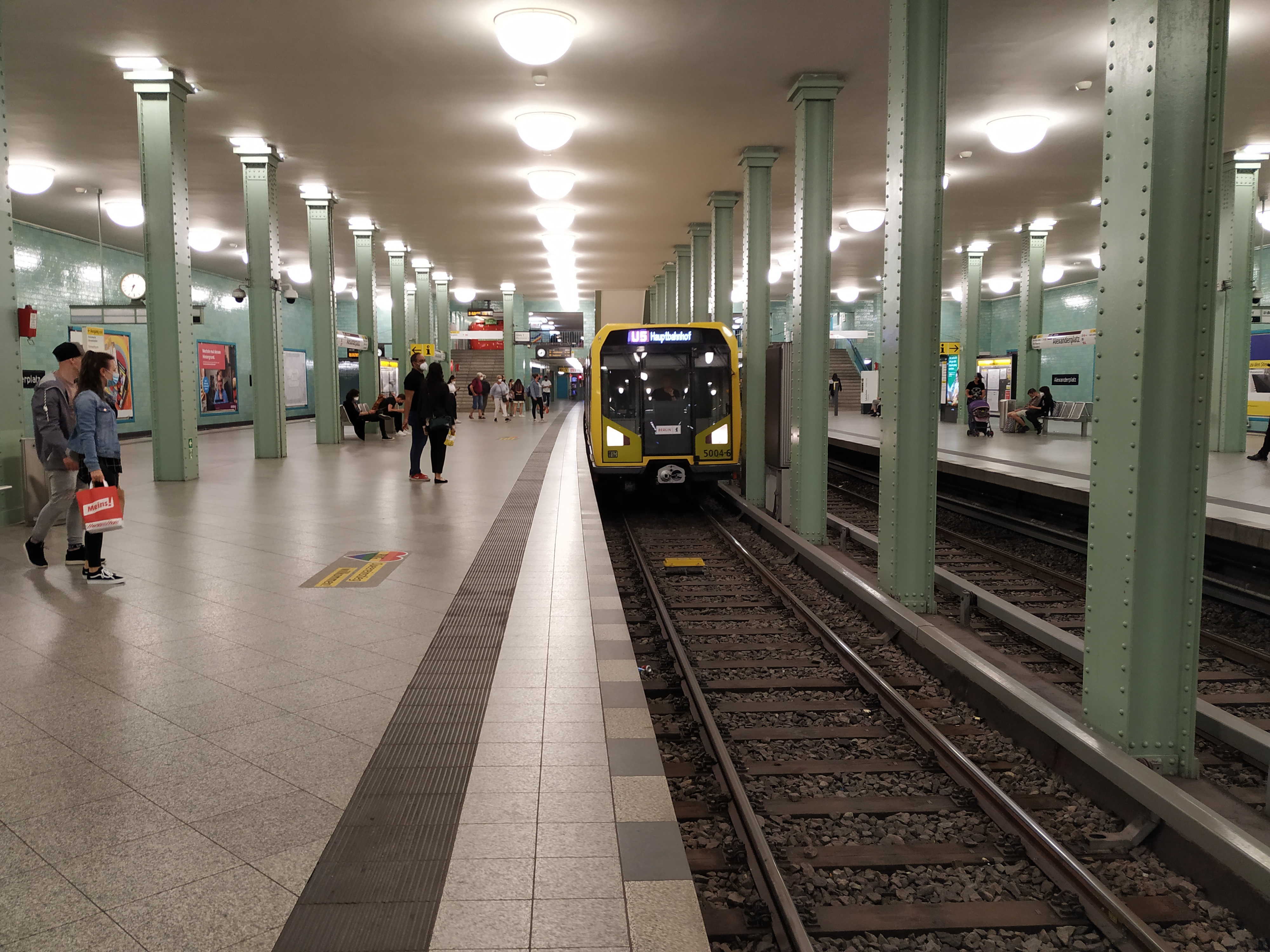
Tunnelbana U5:s perrong
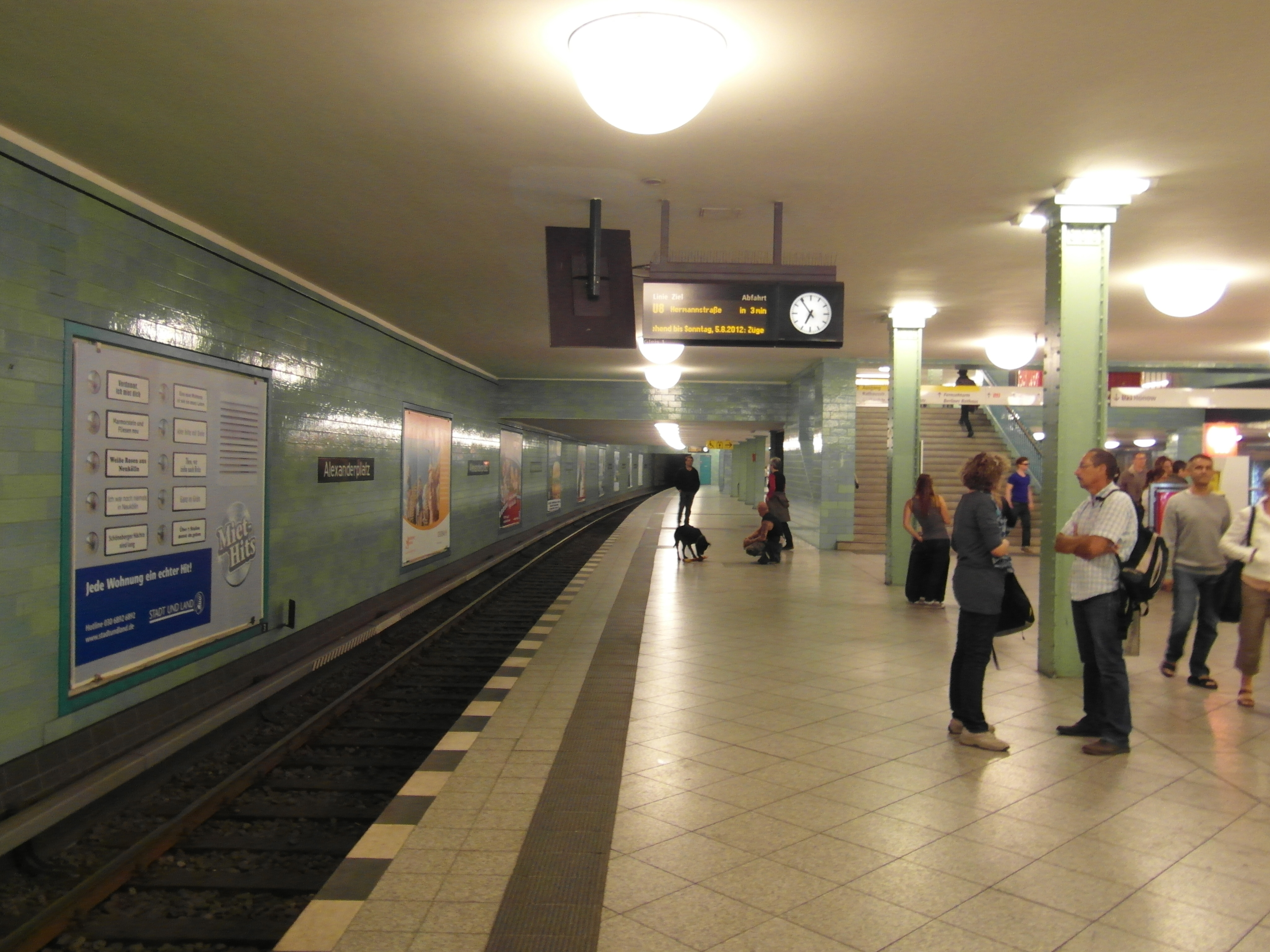
Tunnelbana U8:s perrong
Karta över tunnelbanestationen Alexanderplatz
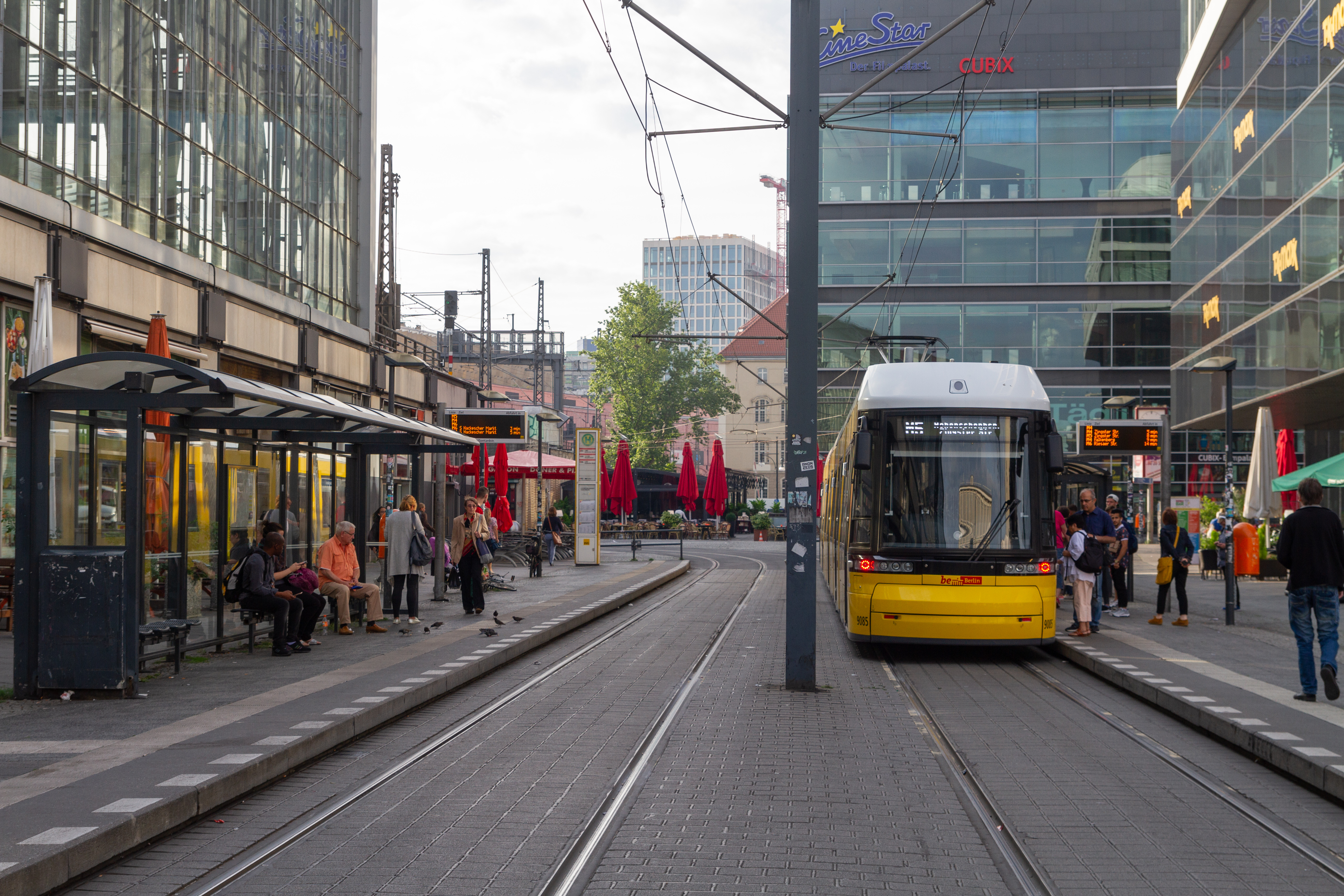
Alexanderplatz Gontardstrasse, spårvagn mot Falkenberg / Zingster Strasse och Hackescher Markt mot Zingster Strasse och Hauptbahnhof mot Hellersdorf och Hackescher Markt
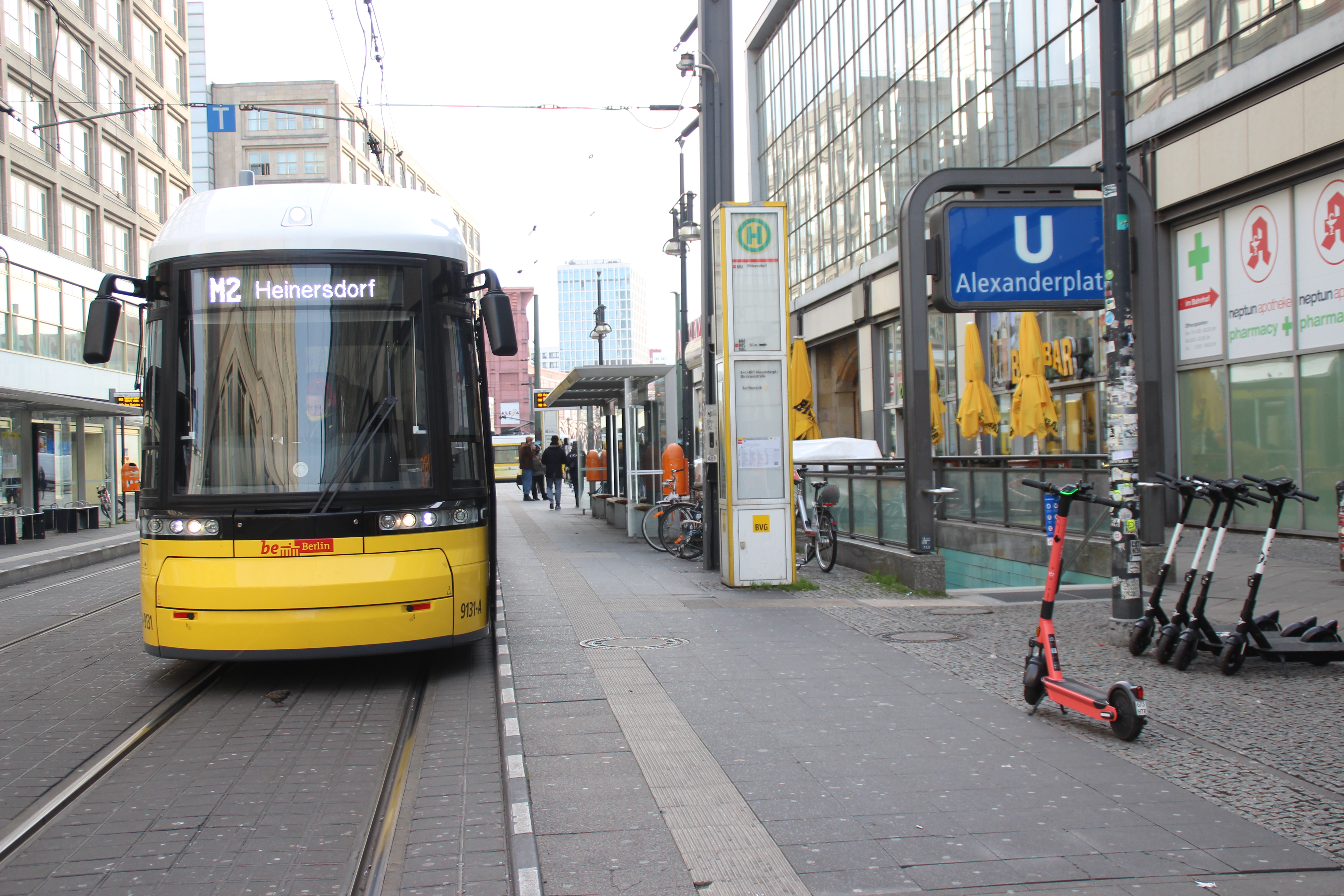
Alexanderplatz Dircksenstrasse mot Heinersdorf